# Margaret Mayo (novelista)
Jessica Mayo (nacida el 7 de febrero de 1936 en Staffordshire, Inglaterra) es una popular escritora británica de más de 75 novelas románticas, 30 cuentos de hadas y 11 libros ilustrados como Margaret Mayo. 

## Biografía
Jessica Mayo nació en Inglaterra. Trabajó como secretaria durante muchos años. Tiene dos hijos, Adrian y Tina. 
Jessica comenzó a publicar novelas románticas cuando tenía 40 años. Ahora, ella tiene un trabajo que ama.

### Novelas románticas

#### Novelas
- Destiny Paradise (1976)
- Land of Ice and Fire (1976)
- Perilous Waters (1976)
- Shades of Autumn (1976)
- Sea Gypsy (1977)
- Tregenna Tyrant (1977)
- Autumn Deception (1978)
- Afraid to Love (1978)
- Unwilling Wife (1979)
- Mistaken Marriage (1979)
- Stormy Affair (1979)
- Burning Desire (1980)
- Pirate Lover (1980)
- Saints, Birds and Beasts (1980)
- Innocent Bride (1980)
- Tormented Love (1980)
- Taste of Paradise (1981)
- Charming Enemy (1981)
- The Italian Fairy Book (1981)
- Dangerous Journey (1982)
- Bitter Reunion (1982)
- Impossible Masquerade (1982)
- Marriage Game (1983)
- Branded (1984)
- Devil's fancy (1984)
- Personal Vendetta (1984)
- Emerald Coast (1985)
- Compelling Force (1985)
- Second Encounter (1985)
- At Daggers Drawn (1986)
- Passionate Vengeance (1986)
- Impulsive Challenge (1986)
- Valley of the Hawk (1986)
- Savage Affair (1987)
- Painful Loving (1987)
- Unexpected Inheritance (1988)
- Feelings (1988)
- Prisoner of the Mind (1988)
- Bittersweet Pursuit (1988)
- Conflict (1989)
- Diamond Stud (1989)
- Mutual attraction (1990)
- Trapped (1990)
- An Impossible Situation (1990)
- A Fiery Encounter (1991)
- Stormy Relationship (1991)
- Reluctant Hostage (1992)
- Intrigue (1992)
- Ruthless Stranger (1993)
- Yesterday's Dreams (1993)
- Determined Lady (1994)
- Wild Injustice (1994)
- Bitter Memories (1994)
- Stolen Feelings (1995)
- Powerful Persuasion (1996)
- Ungentlemanly Behaviour (1997)
- A Forbidden Marriage (1998)
- Forgotten Engagement (1998)
- Dangerous Game (1999)
- Marriage by Contract (2000)
- The Wife Seduction (2000)
- Her Wealthy Husband (2001)
- The Mediterranean Tycoon (2002)
- Surrender to the Millionaire (2003)
- Her Husband's Christmas Bargain (2004)
- Reclaiming His Bride (2004)
- At the Spaniard's Convenience (2006)
- Bought for Marriage (2006)
- The Rich Man's Reluctant Mistress (2007)
- Bedded at His Convenience (2007)

#### Antologías en colaboración
- Island of Escape / Stormy Affair / Hostile Engagement (1987) (con Dorothy Cork y Jessica Steele)
- Escape to Greek Affairs (2006) (con Sara Craven)
- Married to a Millionaire (2007) (con Sandra Field y Lee Wilkinson)